# سی. کی. ویلیامز
چارلز کنت ویلیامز (انگلیسی: C. K. Williams؛ ۴ نوامبر ۱۹۳۶ – ۲۰ سپتامبر ۲۰۱۵) شاعر، منتقد و مترجم آمریکایی بود. وی در طول دوران فعالیت خود برنده جایزه پولیتزر برای شعر، جایزه کتاب ملی و جایزه انجمن منتقدان کتاب ملی شده بود. وی همچنین از برندگان جایزه کمک هزینه گوگنهایم بود. مضامین روزمره و معاصر از عناصر اصلی شعر وی به شمار می‌روند.

چارلز کنت ویلیامز در سال ۱۹۳۶ در نیوآرک، نیوجرسی متولد شد. اولین اشعارش در دهه ۱۹۶۰ چاپ شد و از یک دهه بعد کار تدریس را آغاز کرد.